# Photinia obliqua
Photinia obliqua är en rosväxtart som beskrevs av Otto Stapf. Photinia obliqua ingår i släktet Photinia och familjen rosväxter. Inga underarter finns listade i Catalogue of Life.